# 吹牛老爹派對

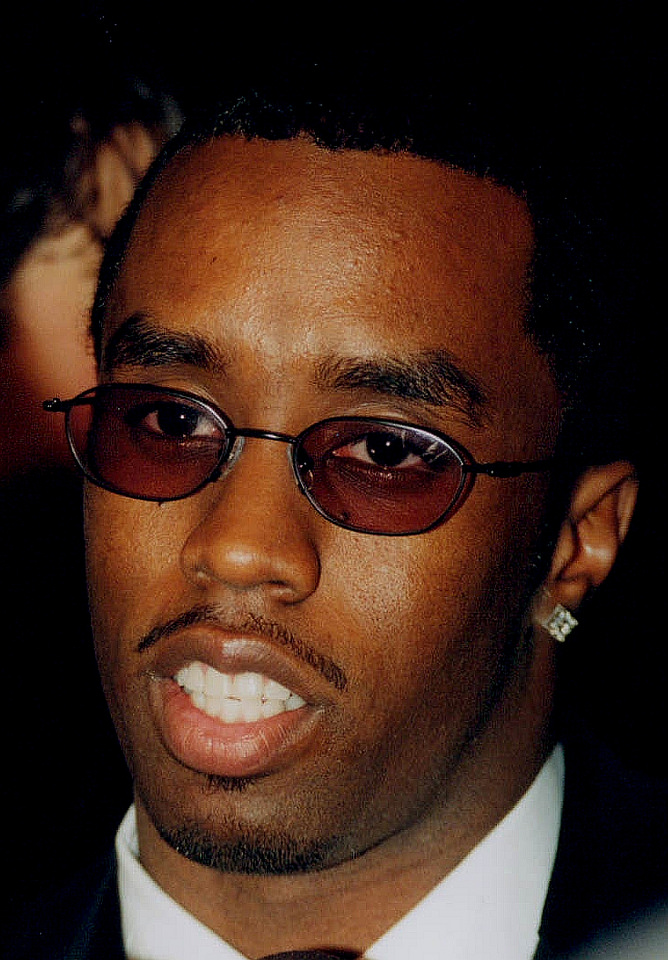
吹牛老爹，2000年攝

吹牛老爹派對（英語：Diddy parties）是對饒舌歌手、製作人兼企業家肖恩·庫姆斯所舉辦一系列奢華派對的統稱。他目前使用「迪迪」（Diddy）這個藝名，而在華文圈中，則以其過去使用「吹牛老爹」（Puff Daddy）這個藝名而為人熟知。
其中最著名的「白色派對」（White Parties）於1998年至2009年間舉行，主要在吹牛老爹位於紐約東漢普頓的別墅內舉辦。2006年，白色派對對曾移師到法國南部的聖特羅佩，而最後一場白色派對亦是他最後一次舉辦吹牛老爹派對，則在加利福尼亞州比華利山舉行。這些派對往往從白天開始，狂歡到翌日凌晨。不少知名品牌會贊助派對，並贈送紀念品，吸引了無數明星捧場，包括賈斯汀·比伯、詹妮弗·洛佩兹、瑪麗亞·凱莉及芭黎絲·希爾頓。碧昂絲與Jay-Z更曾在派對上發表新歌，成為樂壇一時熱話。
根據《紐約時報》報導，吹牛老爹要求所有賓客嚴格遵守全白服飾的著裝規定，目的是去除外在標籤，讓每個人都站在相同起點，營造出「純淨簡約」的氛圍。他也曾說過，這些派對是為了打破世代及種族的隔閡；BBC更形容，這些活動成功把「東漢普頓的老錢名流」及「嘻哈界新貴」拉到同一個舞池內。
不過，在吹牛老爹於2024年因涉及性交易被起訴後，一些曾參與派對的嘉賓，包括專欄作家R·庫里·海伊，開始重新檢視他們對這些派對的印象，並以吹牛老爹被指控性不當行為的角度重新反思。

## 白色派對
首場白色派對於1998年勞動節假期，在吹牛老爹位於紐約東漢普頓赫奇斯班克斯大道的豪宅內舉辦。芭黎絲·希爾頓形容這場首辦的派對為「經典」，聲稱「幾乎所有人都在場」，更把吹牛老爹比喻為《大亨小傳》裡的傑伊·蓋茲比。當晚設有嚴格的全白着裝守則，並邀請多達1000名嘉賓。瑪莎·史都華直言，看到滿場白衣賓客「壯觀無比」，而吹牛老爹「穿起白衣特別有型」。《紐約時報》的莫妮克·P·亞齊吉更指出，1998年被稱作「漢普頓的吹牛老爹之夏」。
2004年，派對於7月4日在紐約州布里奇漢普頓的「PlayStation 2莊園」舉行，旨在支持吹牛老爹創立、鼓勵少數族裔參與2004年美國總統選舉的組織「Citizen Change」。該活動由Sony及PlayStation 2聯合協辦。吹牛老爹更帶著一份由電視製作人諾曼·利爾收藏的《美國獨立宣言》原件現身。他稱：「沒有人會想到一個年輕黑人會攜帶《獨立宣言》去派對，但我有，而且它會跟我一起……我保證不會把香檳潑到上面。」全國公共廣播電台於2024年評論，這次行動標誌著吹牛老爹在財富和誇耀層面再創新高。他還揚言，要讓2004年的選舉變成「史上最火辣、最性感的事」。當晚，吹牛老爹乘搭兩架直升機與隨行團隊以及他當時參演百老匯劇《日光下的葡萄乾》的演員抵達派對。其中一架直升機是紅、白、藍配色，另一架是軍綠色，外殼印有「Citizen Change」和他的品牌Sean John的標誌。吹牛老爹在約800名嘉賓面前發表演說，呼籲大家投票，並邀請口語詩人演繹《獨立宣言》作為表演。當晚嘉賓包括泰森·貝克福德、埃爾頓·布蘭德、瑪麗·布萊姬、艾瑞莎·弗蘭克林、芭黎絲·希爾頓、LL Cool J、貝齊·約翰遜、倫諾克斯·劉易斯、凌志慧、丹妮絲·艾森伯格·里奇及阿爾·夏普頓等名人。
2006年，派對移師至法國南部蔚藍海岸聖特羅佩的尼基海灘沙灘俱樂部舉行，翌年則於9月2日在吹牛老爹位於東漢普頓的家中舉行，名為「真正白色派對」。該場派對由詩珞珂贊助，據報耗資達100萬美元，並邀請了約300位嘉賓。當晚賓客包括瑪麗亞·凱莉、莉兒·金、斯塔·瓊斯、巴斯達韻及拉塞爾·西蒙斯。至於2009年，派對名為「瘧疾不再」，在加州比華利山舉行，以支持抗瘧疾慈善活動。這亦是吹牛老爹舉辦的最後一場吹牛老爹派對。因吹牛老爹日後逐漸減少在漢普頓逗留，這些派對最終劃下句號。吹牛老爹的代表形容這些派對為「標誌性盛會，真正將嘻哈、荷里活與黑人卓越精神匯聚一堂……是一場人人爭相參加的派對盛事」。當晚出席的名人包括羅素·布蘭德、瑪麗亞·凱莉、艾絲黛兒、祖納·希爾、莉兒·金、艾斯頓·古查與狄美·摩亞、馬拉·梅普爾斯及其女兒蒂芙尼·特朗普，還有當勞·特朗普。派對上的娛樂表演豐富，有踩高蹺表演者和在巨型塑膠球中跳舞的舞者。艾殊頓·古查更坐著巨型鞦韆從泳池上空盪過，成為焦點之一。《名利場》指出，克里斯·布朗當晚原本是和泰亞娜·泰勒同行，但後來被拍到與安珀·羅斯接吻。

## 怪胎派對
怪胎派對（Freak-offs）是指由吹牛老爹舉辦、以極度奢華與神秘著稱的派對，卻涉嫌涉及一系列非法行為，包括吸毒、非自願性行為以及肢體暴力。這些派對往往歷時數日，賓客名單星光熠熠，場地極盡奢華，表演內容更遊走於娛樂與剝削之間的灰色地帶。「怪胎派對」一詞在2000年代初開始流行，用來形容吹牛老爹私下舉辦、只邀請極少數精英參加的秘密派對。這些活動原本打著精英聚會、藝術家與名人互相交流的旗號宣傳，但最終卻成為無節制放縱的代名詞。派對多在私人豪宅、頂級酒店，甚至遊艇上舉行，以極盡浮誇而聞名，內容從名人DJ打碟到各類私密演出應有盡有。
有報導指出，派對現場經常出現露骨的性行為，有時更會被拍攝並疑似作私人用途保存。派對邀請通常透過吹牛老爹的內部圈子發出，參加資格被視為極具地位象徵但也極為保密的特權。部分賓客視之為奢華享受，但亦有人後來指這些活動其實充滿剝削與脅迫成分。
這些派對亦成為多宗訴訟及刑事調查的核心，吹牛老爹被指涉及從灌藥、強迫女性進行性行為，到人身攻擊及恐嚇等多項控罪。多位證人聲稱曾被虐待，包括遭綁架、受到暴力威脅、以及在未經同意下被拍攝私密片段。訴訟文件更指控他在派對中營造一個毫無約束、無視同意和安全的氛圍。
在美國政府調查吹牛老爹涉嫌性交易及勒索期間，執法人員更從他住所中搜出逾1000瓶嬰兒油。

## 名聲與影響
2024年，《紐約時報》記者傑西·麥金利與莎拉·馬斯林·尼爾撰文指出，在2000年代，很少有活動能夠媲美吹牛老爹白色派對的文化分量，他總會手持詩珞珂伏特加向眾人敬酒，樂於把自己的派對比作傳奇中的盛會。CNN的麗莎·雷斯珀斯·法蘭西在2024年文章中提到，當年能夠拿到這些派對的邀請被視為「夏天最難求的門票」，也是吹牛老爹文化影響力的頂峰時刻。《紐約時報》形容，這些派對集合各界社交與文化名流，「老牌明星與當紅偶像、高社會層人士齊聚一堂，而且派對經常結合公益元素」。《名利場》則認為，到了2009年，這些派對「已逐漸失去光芒」。作家史蒂文·蓋恩斯憶述，漢普頓的居民起初以為「第一場派對會像世界末日……他們害怕演藝圈的喧鬧人潮，擔心會被入侵，但最終證明並非如此」。後來，吹牛老爹以提供豪華禮車接送及免費高級餐飲安撫附近鄰居，以平息噪音投訴。
2024年底，吹牛老爹因性不當指控被捕及起訴，引發參加者及工作人員重新審視這些派對的意義。吹牛老爹在聲明中表示，對於「媒體與評論員將這些文化事件扭曲成原本並不存在的故事，羞辱曾出席的名人，斷章取義地引用影片和照片，並試圖把這些活動與虛假指控掛鉤」感到失望。吹牛老爹早在1999年就曾放話：「他們不想再讓我開派對……但我們不會停，我們會繼續狂歡，把來自不同背景的人聚在一起」，又說「你會聽到關於我派對的種種傳聞……他們會關掉派對，甚至可能抓我，做各種瘋狂的事，只因為我們想盡情玩樂」。
吹牛老爹被捕及派對相關內幕曝光後，引來媒體鋪天蓋地的報導。多位曾出席派對的名人，包括里安納度·狄卡比奧與瑪麗亞·凱莉，成為公眾關注焦點，並被迫公開澄清與吹牛老爹的關係。這些曾經被視為光鮮夢幻的派對，如今被重新檢視，焦點集中在虐待和不當行為的指控上。狄卡比奧原是派對常客，但在指控曝光後，他選擇劃清界線，並聲稱已多年未與吹牛老爹聯絡，也從未參與任何違法行為。
有社交媒體和新聞文章指出，電影《小姐好白》可能受到吹牛老爹派對上出現的真實人物或事件啟發，有說法認為，片中對名流奢華生活的誇張描寫，正源於這些派對場景。《白白淨戇探》創作人兼主演之一馬龍·韋恩斯在香農·夏普主持的《Club Shay Shay》播客中，承認曾參加吹牛老爹的派對，但強調每次都提早離開，以與任何爭議行為保持距離。其他作品如《荒失失奇兵》、《辛普森一家》、和《南方公園》，也被指曾細微地影射或諷刺吹牛老爹的奢華生活與相關爭議。如今，「吹牛老爹派對」一詞有時甚至成為任何涉及性行為派對的委婉說法。